# Interlands Bulgaars voetbalelftal 1970-1979
Deze pagina toont een chronologisch en gedetailleerd overzicht van de interlands die het Bulgarije heeft gespeeld in de periode 1970 – 1979.

## Interlands

### 1970
|                                                        |                 |       |                       |                                                                                     |
| 15 februari Vriendschappelijk № 231 «onderlinge duels» | Mexico          | 1 – 1 | Bulgarije             | Aztekenstadion, Mexico-Stad Toeschouwers: 38.271 Scheidsrechter: Diego De Leo (MEX) |
| 15 februari Vriendschappelijk № 231 «onderlinge duels» | Isidoro Diaz 8' |       | 82' Dimitr Marashliev | Aztekenstadion, Mexico-Stad Toeschouwers: 38.271 Scheidsrechter: Diego De Leo (MEX) |

|                                                        |                                             |       |           |                                                                             |
| 18 februari Vriendschappelijk № 232 «onderlinge duels» | Mexico                                      | 2 – 0 | Bulgarije | Estadio León, León Toeschouwers: 18.002 Scheidsrechter: Mario Canessa (CHI) |
| 18 februari Vriendschappelijk № 232 «onderlinge duels» | Juan Ignacio Basaguren 49' Marcos Rivas 58' |       |           | Estadio León, León Toeschouwers: 18.002 Scheidsrechter: Mario Canessa (CHI) |

|                                                        |                |       |                                                                 |                                                                                         |
| 21 februari Vriendschappelijk № 233 «onderlinge duels» | Peru           | 1 – 3 | Bulgarije                                                       | Estadio Nacional, Lima Toeschouwers: 15.565 Scheidsrechter: Carlos Rivero Ángeles (PER) |
| 21 februari Vriendschappelijk № 233 «onderlinge duels» | Hugo Sotil 28' |       | 54' Asparuh Nikodimov 57' Dimitr Marashliev 58' Atanas Mihaylov | Estadio Nacional, Lima Toeschouwers: 15.565 Scheidsrechter: Carlos Rivero Ángeles (PER) |

|                                                        |                                                                                      |       |                                                                    |                                                                                |
| 24 februari Vriendschappelijk № 234 «onderlinge duels» | Peru                                                                                 | 5 – 3 | Bulgarije                                                          | Estadio Nacional, Lima Toeschouwers: 25.220 Scheidsrechter: Erwin Hieger (PER) |
| 24 februari Vriendschappelijk № 234 «onderlinge duels» | Hugo Sotil 55' Roberto Challe 63' Teófilo Cubillas 82' Hugo Sotil 84' Hugo Sotil 88' |       | 18' Dinko Dermendzhiev 68' Dimitr Marashliev 70' Georgi Asparukhov | Estadio Nacional, Lima Toeschouwers: 25.220 Scheidsrechter: Erwin Hieger (PER) |

|                                                                      |                  |       |                  |                                                                                      |
| 8 april Vriendschappelijk № 235 «onderlinge duels» 20:30 uur (UTC+1) | Frankrijk        | 1 – 1 | Bulgarije        | Stade Robert Diochon, Rouen Toeschouwers: 22.000 Scheidsrechter: Joseph Hannet (BEL) |
| 8 april Vriendschappelijk № 235 «onderlinge duels» 20:30 uur (UTC+1) | Henri Michel 38' |       | 28' Petar Zhekov | Stade Robert Diochon, Rouen Toeschouwers: 22.000 Scheidsrechter: Joseph Hannet (BEL) |

|                                                  |                                                   |       |                                                                  |                                                                                                   |
| 5 mei Vriendschappelijk № 236 «onderlinge duels» | Bulgarije                                         | 3 – 3 | Sovjet-Unie                                                      | Vasil Levski Nationaal Stadion, Sofia Toeschouwers: 11.169 Scheidsrechter: Andrei Rădulescu (ROU) |
| 5 mei Vriendschappelijk № 236 «onderlinge duels» | Petar Zhekov 3' Petar Zhekov 64' Hristo Bonev 70' |       | 20' Gennadiy Evryuzhikhin 44' Anatolij Bysjovets 75' Givi Nodiya | Vasil Levski Nationaal Stadion, Sofia Toeschouwers: 11.169 Scheidsrechter: Andrei Rădulescu (ROU) |

|                                                  |           |       |             |                                                                                              |
| 6 mei Vriendschappelijk № 237 «onderlinge duels» | Bulgarije | 0 – 0 | Sovjet-Unie | Vasil Levski Nationaal Stadion, Sofia Toeschouwers: 55.000 Scheidsrechter: Aurel Bentu (ROU) |
| 6 mei Vriendschappelijk № 237 «onderlinge duels» |           |       |             | Vasil Levski Nationaal Stadion, Sofia Toeschouwers: 55.000 Scheidsrechter: Aurel Bentu (ROU) |

| Wereldkampioenschap voetbal 1970 |
| -------------------------------- |

|                                                                   |                                                                |       |                                        |                                                                                 |
| 2 juni WK 1970 Groep D № 238 «onderlinge duels» 16:00 uur (UTC−6) | Peru                                                           | 3 – 2 | Bulgarije                              | Estadio León, León Toeschouwers: 13.765 Scheidsrechter: Antonio Sbardella (ITA) |
| 2 juni WK 1970 Groep D № 238 «onderlinge duels» 16:00 uur (UTC−6) | Alberto Gallardo 50' Héctor Chumpitaz 55' Teófilo Cubillas 73' |       | 13' Dinko Dermendjiev 49' Hristo Bonev | Estadio León, León Toeschouwers: 13.765 Scheidsrechter: Antonio Sbardella (ITA) |

|                                                                   |                                       |       |                                                                                           |                                                                                            |
| 7 juni WK 1970 Groep D № 239 «onderlinge duels» 12:00 uur (UTC−6) | Bulgarije                             | 2 – 5 | West-Duitsland                                                                            | Estadio León, León Toeschouwers: 12.710 Scheidsrechter: José María Ortiz de Mendíbil (ESP) |
| 7 juni WK 1970 Groep D № 239 «onderlinge duels» 12:00 uur (UTC−6) | Asparuh Nikodimov 12' Todor Kolev 88' |       | 20' Reinhard Libuda 28' Gerd Müller 52' (pen.) Gerd Müller 69' Uwe Seeler 87' Gerd Müller | Estadio León, León Toeschouwers: 12.710 Scheidsrechter: José María Ortiz de Mendíbil (ESP) |

|                                                                    |                      |       |                       |                                                                                        |
| 11 juni WK 1970 Groep D № 240 «onderlinge duels» 16:00 uur (UTC−6) | Bulgarije            | 1 – 1 | Marokko               | Estadio León, León Toeschouwers: 12.299 Scheidsrechter: António Saldanha Ribeiro (POR) |
| 11 juni WK 1970 Groep D № 240 «onderlinge duels» 16:00 uur (UTC−6) | Dobromir Zhechev 40' |       | 61' Mouhoub Ghazouani | Estadio León, León Toeschouwers: 12.299 Scheidsrechter: António Saldanha Ribeiro (POR) |

|  |  |  |  |  |  |  |  |  |

|                                                                             |                      |       |                 | |
| 15 november EK 1972 kwalificatie № 241 «onderlinge duels» 15:30 uur (UTC+2) | Bulgarije            | 1 – 1 | Noorwegen       | Vasil Levski Nationaal Stadion, Sofia Toeschouwers: 21.465 Scheidsrechter: Mihalis Kiriakidis (CYP) |
| 15 november EK 1972 kwalificatie № 241 «onderlinge duels» 15:30 uur (UTC+2) | Tsvetan Atanasov 29' |       | 83' Tor Fuglset | Vasil Levski Nationaal Stadion, Sofia Toeschouwers: 21.465 Scheidsrechter: Mihalis Kiriakidis (CYP) |

### 1971
|                                                            |                     |       |           |                                                                           |
| 24 maart Olympisch kwalificatietoernooi voetbal 1972 № 242 | Verenigd Koninkrijk | 1 – 0 | Bulgarije | Wembley, Londen Toeschouwers: 3.000 Scheidsrechter: Arie van Gemert (NED) |
| 24 maart Olympisch kwalificatietoernooi voetbal 1972 № 242 | Joe Adams 15'       |       |           | Wembley, Londen Toeschouwers: 3.000 Scheidsrechter: Arie van Gemert (NED) |

|                                                                      |             |                    |           |                                                                                                 |
| 7 april Vriendschappelijk № 243 «onderlinge duels» 16:30 uur (UTC+2) | Griekenland | 0 – 1              | Bulgarije | Georgios Karaiskákisstadion, Piraeus Toeschouwers: 17.362 Scheidsrechter: Gheorghe Limona (ROU) |
| 7 april Vriendschappelijk № 243 «onderlinge duels» 16:30 uur (UTC+2) |             | 61' Mladen Vasilev |           | Georgios Karaiskákisstadion, Piraeus Toeschouwers: 17.362 Scheidsrechter: Gheorghe Limona (ROU) |

|                                                     |                  |       |                        | |
| 28 april Vriendschappelijk № 244 «onderlinge duels» | Bulgarije        | 1 – 1 | Sovjet-Unie            | Vasil Levski Nationaal Stadion, Sofia Toeschouwers: 15.000 Scheidsrechter: Constantin Bărbulescu (ROU) |
| 28 april Vriendschappelijk № 244 «onderlinge duels» | Vasil Mitkov 36' |       | 44' Vitali Sjevtsjenko | Vasil Levski Nationaal Stadion, Sofia Toeschouwers: 15.000 Scheidsrechter: Constantin Bărbulescu (ROU) |

|                                                         |                                                                                                  |       |                     |                                                                                                  |
| 5 mei Olympisch kwalificatietoernooi voetbal 1972 № 245 | Bulgarije                                                                                        | 5 – 0 | Verenigd Koninkrijk | Vasil Levski Nationaal Stadion, Sofia Toeschouwers: 40.000 Scheidsrechter: Robert Frauciel (FRA) |
| 5 mei Olympisch kwalificatietoernooi voetbal 1972 № 245 | Petar Zhekov 24' Atanas Mihaylov 28' Mladen Vasilev 50' Petar Zhekov 81' Vasil Mitkov 90' (pen.) |       |                     | Vasil Levski Nationaal Stadion, Sofia Toeschouwers: 40.000 Scheidsrechter: Robert Frauciel (FRA) |

|                                                                        |                                                        |       |           |                                                                                                  |
| 19 mei EK 1972 kwalificatie № 246 «onderlinge duels» 18:30 uur (UTC+2) | Bulgarije                                              | 3 – 0 | Hongarije | Vasil Levski Nationaal Stadion, Sofia Toeschouwers: 28.342 Scheidsrechter: Tofik Bakhramov (URS) |
| 19 mei EK 1972 kwalificatie № 246 «onderlinge duels» 18:30 uur (UTC+2) | Bozhil Kolev 38' Petko Petkov 48' Stefan Velichkov 72' |       |           | Vasil Levski Nationaal Stadion, Sofia Toeschouwers: 28.342 Scheidsrechter: Tofik Bakhramov (URS) |

|                                                                        |                 |       |                                                                              |                                                                           |
| 9 juni EK 1972 kwalificatie № 247 «onderlinge duels» 19:00 uur (UTC+1) | Noorwegen       | 1 – 4 | Bulgarije                                                                    | Ullevaalstadion, Oslo Toeschouwers: 22.041 Scheidsrechter: John Gow (WAL) |
| 9 juni EK 1972 kwalificatie № 247 «onderlinge duels» 19:00 uur (UTC+1) | Odd Iversen 79' |       | 26' Hristo Bonev 29' Petar Zhekov 37' Mladen Vasilev 42' (pen.) Hristo Bonev | Ullevaalstadion, Oslo Toeschouwers: 22.041 Scheidsrechter: John Gow (WAL) |

|                                                        |                |       |                  | |
| 7 september Vriendschappelijk № 248 «onderlinge duels» | West-Duitsland | 3 – 1 | Bulgarije        | Städtisches Stadion an der Grünwalder Straße, München Toeschouwers: 10.000 Scheidsrechter: Anton Bucheli (SUI) |
| 7 september Vriendschappelijk № 248 «onderlinge duels» | ?              |       | 34' Hristo Bonev | Städtisches Stadion an der Grünwalder Straße, München Toeschouwers: 10.000 Scheidsrechter: Anton Bucheli (SUI) |

|                                                                              |                                   |       |           |                                                                                 |
| 25 september EK 1972 kwalificatie № 249 «onderlinge duels» 17:30 uur (UTC+1) | Hongarije                         | 2 – 0 | Bulgarije | Népstadion, Boedapest Toeschouwers: 67.740 Scheidsrechter: Bobby Davidson (SCO) |
| 25 september EK 1972 kwalificatie № 249 «onderlinge duels» 17:30 uur (UTC+1) | Péter Juhász 49' Csaba Vidáts 51' |       |           | Népstadion, Boedapest Toeschouwers: 67.740 Scheidsrechter: Bobby Davidson (SCO) |

|                                                       |          |       |                  |                                                                                                |
| 27 oktober Vriendschappelijk № 250 «onderlinge duels» | Roemenië | 1 – 1 | Bulgarije        | Stadionul 23 August, Boekarest Toeschouwers: 25.000 Scheidsrechter: Constantin Dinulescu (ROU) |
| 27 oktober Vriendschappelijk № 250 «onderlinge duels» | ?        |       | 11' Hristo Bonev | Stadionul 23 August, Boekarest Toeschouwers: 25.000 Scheidsrechter: Constantin Dinulescu (ROU) |

|                                                                             |                  |       |                                           |                                                                                   |
| 10 november EK 1972 kwalificatie № 251 «onderlinge duels» 20:30 uur (UTC+1) | Frankrijk        | 2 – 1 | Bulgarije                                 | Stade Marcel Saupin, Nantes Toeschouwers: 9.405 Scheidsrechter: Jack Taylor (ENG) |
| 10 november EK 1972 kwalificatie № 251 «onderlinge duels» 20:30 uur (UTC+1) | Georges Lech 64' |       | 54' (pen.) Hristo Bonev 87' Charly Loubet | Stade Marcel Saupin, Nantes Toeschouwers: 9.405 Scheidsrechter: Jack Taylor (ENG) |

|                                                                          |                                      |       |                                              |                                                                                                   |
| 17 november Vriendschappelijk № 252 «onderlinge duels» 17:30 uur (UTC+2) | Bulgarije                            | 2 – 2 | Griekenland                                  | Vasil Levski Nationaal Stadion, Sofia Toeschouwers: 15.000 Scheidsrechter: Victor Pădureanu (ROU) |
| 17 november Vriendschappelijk № 252 «onderlinge duels» 17:30 uur (UTC+2) | Mladen Vasilev 73' Yanko Kirilov 86' |       | 62' Antonis Antoniadis 87' Mimis Papaioannou | Vasil Levski Nationaal Stadion, Sofia Toeschouwers: 15.000 Scheidsrechter: Victor Pădureanu (ROU) |

|                                                                                  | |       |                                        |                                                                                                 |
| 24 november Olympisch kwalificatietoernooi voetbal 1972 № 253 «onderlinge duels» | Bulgarije | 8 – 3 | Spanje                                 | Vasil Levski Nationaal Stadion, Sofia Toeschouwers: 15.000 Scheidsrechter: Fernando Leite (POR) |
| 24 november Olympisch kwalificatietoernooi voetbal 1972 № 253 «onderlinge duels» | Petko Petkov 8' Mladen Vasilev 12' Atanas Mihaylov 33' Atanas Mihaylov 43' Atanas Mihaylov 54' Petko Petkov 65' Hristo Bonev 73' (pen.) Mladen Vasilev 75' |       | 44' Manolín Cuesta 52' Quini 64' Quini | Vasil Levski Nationaal Stadion, Sofia Toeschouwers: 15.000 Scheidsrechter: Fernando Leite (POR) |

|                                                                            |                                      |       |                      |                                                                                                   |
| 4 december EK 1972 kwalificatie № 254 «onderlinge duels» 14:30 uur (UTC+2) | Bulgarije                            | 2 – 1 | Frankrijk            | Vasil Levski Nationaal Stadion, Sofia Toeschouwers: 18.057 Scheidsrechter: Kurt Tschenscher (FRG) |
| 4 december EK 1972 kwalificatie № 254 «onderlinge duels» 14:30 uur (UTC+2) | Petar Zhekov 47' Atanas Mihaylov 82' |       | 84' Bernard Blanchet | Vasil Levski Nationaal Stadion, Sofia Toeschouwers: 18.057 Scheidsrechter: Kurt Tschenscher (FRG) |

### 1972
|                                                     |                  |       |                    |                                                                                                  |
| 29 maart Vriendschappelijk № 255 «onderlinge duels» | Bulgarije        | 1 – 1 | Sovjet-Unie        | Vasil Levski Nationaal Stadion, Sofia Toeschouwers: 20.000 Scheidsrechter: Bohumil Smejkal (TCH) |
| 29 maart Vriendschappelijk № 255 «onderlinge duels» | Hristo Bonev 78' |       | 80' Viktor Kolotov | Vasil Levski Nationaal Stadion, Sofia Toeschouwers: 20.000 Scheidsrechter: Bohumil Smejkal (TCH) |

|                                                                                                 |                                                                 |       |                          |                                                                                        |
| 16 april Olympisch kwalificatietoernooi voetbal 1972 № 256 «onderlinge duels» 16:30 uur (UTC+2) | Bulgarije                                                       | 3 – 1 | Polen                    | Beroestadion, Stara Zagora Toeschouwers: 20.000 Scheidsrechter: Victor Pădureanu (ROU) |
| 16 april Olympisch kwalificatietoernooi voetbal 1972 № 256 «onderlinge duels» 16:30 uur (UTC+2) | Hristo Bonev 67' (pen.) Dinko Dermendzhiev 80' Hristo Bonev 88' |       | 38' Włodzimierz Lubański | Beroestadion, Stara Zagora Toeschouwers: 20.000 Scheidsrechter: Victor Pădureanu (ROU) |

|                                                                                              |                                              |       |           |                                                                                            |
| 7 mei Olympisch kwalificatietoernooi voetbal 1972 № 257 «onderlinge duels» 16:00 uur (UTC+1) | Polen                                        | 3 – 0 | Bulgarije | Stadion Dziesięciolecia, Warschau Toeschouwers: 60.000 Scheidsrechter: Alois Kessler (AUT) |
| 7 mei Olympisch kwalificatietoernooi voetbal 1972 № 257 «onderlinge duels» 16:00 uur (UTC+1) | Jan Banaś 20' Jan Banaś 75' Joachim Marx 85' |       |           | Stadion Dziesięciolecia, Warschau Toeschouwers: 60.000 Scheidsrechter: Alois Kessler (AUT) |

|                                                                             |                              |       |                                                          |                                                                                   |
| 31 mei Olympisch kwalificatietoernooi voetbal 1972 № 258 «onderlinge duels» | Spanje                       | 3 – 3 | Bulgarije                                                | Estadio El Plantío, Burgos Toeschouwers: 16.000 Scheidsrechter: Fabio Monti (ITA) |
| 31 mei Olympisch kwalificatietoernooi voetbal 1972 № 258 «onderlinge duels» | Quini 4' Quini 13' Quini 79' |       | 11' Hristo Bonev 17' Georgi Tsvetkov 76' Atanas Mihaylov | Estadio El Plantío, Burgos Toeschouwers: 16.000 Scheidsrechter: Fabio Monti (ITA) |

|                                                                     |                               |       |           |                                                                                      |
| 7 juni Vriendschappelijk № 259 «onderlinge duels» 20:00 uur (UTC+3) | Sovjet-Unie                   | 1 – 0 | Bulgarije | Centraal Leninstadion, Moskou Toeschouwers: 40.000 Scheidsrechter: Karl Göppel (SUI) |
| 7 juni Vriendschappelijk № 259 «onderlinge duels» 20:00 uur (UTC+3) | Volodymyr Moentjan 65' (pen.) |       |           | Centraal Leninstadion, Moskou Toeschouwers: 40.000 Scheidsrechter: Karl Göppel (SUI) |

|                                                                      |                  |       |                       |                                                                                                   |
| 21 juni Vriendschappelijk № 260 «onderlinge duels» 20:00 uur (UTC+2) | Bulgarije        | 1 – 1 | Italië                | Vasil Levski Nationaal Stadion, Sofia Toeschouwers: 16.500 Scheidsrechter: Giorgos Katsoras (GRE) |
| 21 juni Vriendschappelijk № 260 «onderlinge duels» 20:00 uur (UTC+2) | Hristo Bonev 42' |       | 50' Giorgio Chinaglia | Vasil Levski Nationaal Stadion, Sofia Toeschouwers: 16.500 Scheidsrechter: Giorgos Katsoras (GRE) |

|                                                       |                                     |       |             |                                                                                              |
| 11 oktober Vriendschappelijk № 261 «onderlinge duels» | Bulgarije                           | 2 – 1 | Joegoslavië | Vasil Levski Nationaal Stadion, Sofia Toeschouwers: 6.000 Scheidsrechter: Nikola Dudin (BUL) |
| 11 oktober Vriendschappelijk № 261 «onderlinge duels» | Mladen Vasilev 34' Georgi Denev 85' |       | ?           | Vasil Levski Nationaal Stadion, Sofia Toeschouwers: 6.000 Scheidsrechter: Nikola Dudin (BUL) |

|                                                          |                                                                  |       |               | |
| 18 oktober WK 1974 kwalificatie № 262 «onderlinge duels» | Bulgarije                                                        | 3 – 0 | Noord-Ierland | Vasil Levski Nationaal Stadion, Sofia Toeschouwers: 40.000 Scheidsrechter: Gerhard Schulenburg (FRG) |
| 18 oktober WK 1974 kwalificatie № 262 «onderlinge duels» | Hristo Bonev 18' (pen.) Bozhil Kolev 59' Hristo Bonev 85' (pen.) |       |               | Vasil Levski Nationaal Stadion, Sofia Toeschouwers: 40.000 Scheidsrechter: Gerhard Schulenburg (FRG) |

|                                                                             |        |                                                                       |           |                                                                                     |
| 19 november WK 1974 kwalificatie № 263 «onderlinge duels» 14:45 uur (UTC+2) | Cyprus | 0 – 4                                                                 | Bulgarije | Tsirionstadion, Limasol Toeschouwers: 5.731 Scheidsrechter: Concetto Lo Bello (ITA) |
| 19 november WK 1974 kwalificatie № 263 «onderlinge duels» 14:45 uur (UTC+2) |        | 2' Atanas Mihaylov 15' Georgi Denev 17' Hristo Bonev 80' Hristo Bonev |           | Tsirionstadion, Limasol Toeschouwers: 5.731 Scheidsrechter: Concetto Lo Bello (ITA) |

### 1973
|                                                                         |        |                                                       |           |                                                                                  |
| 28 januari Vriendschappelijk № 264 «onderlinge duels» 15:00 uur (UTC+2) | Cyprus | 0 – 3                                                 | Bulgarije | Lysistadion, Lysi Toeschouwers: 10.000 Scheidsrechter: Kostakis Xanthoulis (CYP) |
| 28 januari Vriendschappelijk № 264 «onderlinge duels» 15:00 uur (UTC+2) |        | 36' Georgi Denev 46' Atanas Mihaylov 88' Georgi Denev |           | Lysistadion, Lysi Toeschouwers: 10.000 Scheidsrechter: Kostakis Xanthoulis (CYP) |

|                                                                         |                                             |       |                                   |                                                                                                  |
| 31 januari Vriendschappelijk № 265 «onderlinge duels» 14:30 uur (UTC+2) | Griekenland                                 | 2 – 2 | Bulgarije                         | Nea Filadelfiastadion, Nea Filadelfeia Toeschouwers: 22.000 Scheidsrechter: Fulvio Pieroni (ITA) |
| 31 januari Vriendschappelijk № 265 «onderlinge duels» 14:30 uur (UTC+2) | Stavros Sarafis 13' Kostas Eleftherakis 17' |       | 31' Petko Petkov 37' Hristo Bonev | Nea Filadelfiastadion, Nea Filadelfeia Toeschouwers: 22.000 Scheidsrechter: Fulvio Pieroni (ITA) |

|                                                       |           |                                                                                       |           |                                                                                            |
| 4 februari Vriendschappelijk № 266 «onderlinge duels» | Indonesië | 0 – 4                                                                                 | Bulgarije | Gelora Senayan Main Stadion, Gelora Toeschouwers: 72.000 Scheidsrechter: Ahmed Karim (IDN) |
| 4 februari Vriendschappelijk № 266 «onderlinge duels» |           | 45' Atanas Mihaylov 59' Dinko Dermendzhiev 61' Atanas Mihaylov 75' Dinko Dermendzhiev |           | Gelora Senayan Main Stadion, Gelora Toeschouwers: 72.000 Scheidsrechter: Ahmed Karim (IDN) |

|                                                       |                 |       | |                                                                                           |
| 8 februari Vriendschappelijk № 267 «onderlinge duels» | Nieuw-Caledonië | 3 – 5 | Bulgarije                                                                                           | Stade Numa-Daly Magenta, Nouméa Toeschouwers: 15.000 Scheidsrechter: André Nakagawa (NCL) |
| 8 februari Vriendschappelijk № 267 «onderlinge duels» | Vakapo Mane     |       | 5' Georgi Vasilev 17' Dimitr Yakimov 23' Dinko Dermendzhiev 28' Atanas Mihaylov 50' Atanas Mihaylov | Stade Numa-Daly Magenta, Nouméa Toeschouwers: 15.000 Scheidsrechter: André Nakagawa (NCL) |

|                                                                           |                            |       |                                        |                                                                                    |
| 14 februari Vriendschappelijk № 268 «onderlinge duels» 20:00 uur (UTC+11) | Australië                  | 2 – 2 | Bulgarije                              | Sydney Sports Ground, Sydney Toeschouwers: 14.163 Scheidsrechter: Roger Lamb (AUS) |
| 14 februari Vriendschappelijk № 268 «onderlinge duels» 20:00 uur (UTC+11) | Max Tolson Branko Buljevic |       | 31' Georgi Vasilev 45' Atanas Mihaylov | Sydney Sports Ground, Sydney Toeschouwers: 14.163 Scheidsrechter: Roger Lamb (AUS) |

|                                                        |            |       |                                                             |                                                                                     |
| 16 februari Vriendschappelijk № 269 «onderlinge duels» | Australië  | 1 – 3 | Bulgarije                                                   | Hindmarsh Stadium, Adelaide Toeschouwers: 8.576 Scheidsrechter: Tony Bosković (AUS) |
| 16 februari Vriendschappelijk № 269 «onderlinge duels» | Ray Baartz |       | 22' Stefan Bogomilov 27' Ivan Pritargov 83' Atanas Mihaylov | Hindmarsh Stadium, Adelaide Toeschouwers: 8.576 Scheidsrechter: Tony Bosković (AUS) |

|                                                        |           |                                           |           |                                                                                 |
| 18 februari Vriendschappelijk № 270 «onderlinge duels» | Australië | 0 – 2                                     | Bulgarije | Olympic Park, Melbourne Toeschouwers: 17.000 Scheidsrechter: Don Campbell (AUS) |
| 18 februari Vriendschappelijk № 270 «onderlinge duels» |           | 22' Ivan Pritargov 57' Dinko Dermendzhiev |           | Olympic Park, Melbourne Toeschouwers: 17.000 Scheidsrechter: Don Campbell (AUS) |

|                                                     |                        |       |             |                                                                                          |
| 28 maart Vriendschappelijk № 271 «onderlinge duels» | Bulgarije              | 1 – 0 | Sovjet-Unie | 9 septemberstadion, Plovdiv Toeschouwers: 20.000 Scheidsrechter: Constantin Petrea (ROU) |
| 28 maart Vriendschappelijk № 271 «onderlinge duels» | Dinko Dermendzhiev 69' |       |             | 9 septemberstadion, Plovdiv Toeschouwers: 20.000 Scheidsrechter: Constantin Petrea (ROU) |

|                                                                                     |                                                                               |       |                                   |                                                                                       |
| 18 april Balkan Cup 1973/76 Halve finale № 272 «onderlinge duels» 20:00 uur (UTC+2) | Turkije                                                                       | 5 – 2 | Bulgarije                         | İzmir Atatürkstadion, İzmir Toeschouwers: 65.000 Scheidsrechter: Nikos Zlatanos (GRE) |
| 18 april Balkan Cup 1973/76 Halve finale № 272 «onderlinge duels» 20:00 uur (UTC+2) | Mehmet Oğuz 5' Cemil Turan 47' Metin Kurt 49' Cemil Turan 66' Cemil Turan 86' |       | 39' Pavel Panov 56' Kiril Milanov | İzmir Atatürkstadion, İzmir Toeschouwers: 65.000 Scheidsrechter: Nikos Zlatanos (GRE) |

|                                                     |                                   |       |          | |
| 2 mei WK 1974 kwalificatie № 273 «onderlinge duels» | Bulgarije                         | 2 – 1 | Portugal | Vasil Levski Nationaal Stadion, Sofia Toeschouwers: 49.300 Scheidsrechter: Milivoje Gugulović (YUG) |
| 2 mei WK 1974 kwalificatie № 273 «onderlinge duels» | Georgi Denev 38' Hristo Bonev 60' |       | 73' Nené | Vasil Levski Nationaal Stadion, Sofia Toeschouwers: 49.300 Scheidsrechter: Milivoje Gugulović (YUG) |

|                                                                     |                                                                     |       |           |                                                                                   |
| 12 mei Vriendschappelijk № 274 «onderlinge duels» 15:30 uur (UTC+1) | West-Duitsland                                                      | 3 – 0 | Bulgarije | Volksparkstadion, Hamburg Toeschouwers: 45.000 Scheidsrechter: Sven Jonsson (SWE) |
| 12 mei Vriendschappelijk № 274 «onderlinge duels» 15:30 uur (UTC+1) | Franz Beckenbauer 18' Bernd Cullmann 22' Stojan Jordanov 30' (e.d.) |       |           | Volksparkstadion, Hamburg Toeschouwers: 45.000 Scheidsrechter: Sven Jonsson (SWE) |

|                                                                          |           |                                     |       |                                                                                        |
| 19 augustus Vriendschappelijk № 275 «onderlinge duels» 17:00 uur (UTC+2) | Bulgarije | 0 – 2                               | Polen | Joeri Gagarinstadion, Varna Toeschouwers: 40.000 Scheidsrechter: Hristos Kouyias (GRE) |
| 19 augustus Vriendschappelijk № 275 «onderlinge duels» 17:00 uur (UTC+2) |           | 44' Grzegorz Lato 70' Grzegorz Lato |       | Joeri Gagarinstadion, Varna Toeschouwers: 40.000 Scheidsrechter: Hristos Kouyias (GRE) |

|                                                                              |               |       |           |                                                                              |
| 26 september WK 1974 kwalificatie № 276 «onderlinge duels» 19:30 uur (UTC+1) | Noord-Ierland | 0 – 0 | Bulgarije | Hillsborough, Sheffield Toeschouwers: 6.206 Scheidsrechter: Rolf Nyhus (NOR) |
| 26 september WK 1974 kwalificatie № 276 «onderlinge duels» 19:30 uur (UTC+1) |               |       |           | Hillsborough, Sheffield Toeschouwers: 6.206 Scheidsrechter: Rolf Nyhus (NOR) |

|                                                                            |                                         |       |                                   |                                                                                 |
| 13 oktober WK 1974 kwalificatie № 277 «onderlinge duels» 21:45 uur (UTC+1) | Portugal                                | 2 – 2 | Bulgarije                         | Estádio da Luz, Lissabon Toeschouwers: 13.000 Scheidsrechter: Jack Taylor (ENG) |
| 13 oktober WK 1974 kwalificatie № 277 «onderlinge duels» 21:45 uur (UTC+1) | António Simões 53' Alfredo Quaresma 90' |       | 56' Hristo Bonev 65' Hristo Bonev | Estádio da Luz, Lissabon Toeschouwers: 13.000 Scheidsrechter: Jack Taylor (ENG) |

|                                                                             |                                  |       |        |                                                                                              |
| 18 november WK 1974 kwalificatie № 278 «onderlinge duels» 16:30 uur (UTC+2) | Bulgarije                        | 2 – 0 | Cyprus | Vasil Levski Nationaal Stadion, Sofia Toeschouwers: 17.400 Scheidsrechter: Ivan Placek (TCH) |
| 18 november WK 1974 kwalificatie № 278 «onderlinge duels» 16:30 uur (UTC+2) | Bozhil Kolev 2' Georgi Denev 66' |       |        | Vasil Levski Nationaal Stadion, Sofia Toeschouwers: 17.400 Scheidsrechter: Ivan Placek (TCH) |

### 1974
|                                                                         |                        |       |                                                                     |                                                                                   |
| 6 februari Vriendschappelijk № 279 «onderlinge duels» 15:30 uur (UTC+2) | Cyprus                 | 1 – 4 | Bulgarije                                                           | Morphoustadion, Güzelyurt Toeschouwers: 8.000 Scheidsrechter: Andreas Lyras (CYP) |
| 6 februari Vriendschappelijk № 279 «onderlinge duels» 15:30 uur (UTC+2) | Haris Kantzilieris 85' |       | 29' Bozhil Kolev 70' Hristo Bonev 86' Hristo Bonev 87' Hristo Bonev | Morphoustadion, Güzelyurt Toeschouwers: 8.000 Scheidsrechter: Andreas Lyras (CYP) |

|                                                       |              |       |                                                    | |
| 8 februari Vriendschappelijk № 280 «onderlinge duels» | Koeweit      | 1 – 3 | Bulgarije                                          | Al-Sadaqua Walsalamstadion, Koeweit Toeschouwers: 6.000 Scheidsrechter: Abdul Salam Al Yaqoot (KUW) |
| 8 februari Vriendschappelijk № 280 «onderlinge duels» | Jasem Sultan |       | 27' Georgi Denev 55' Hristo Bonev 69' Petko Petkov | Al-Sadaqua Walsalamstadion, Koeweit Toeschouwers: 6.000 Scheidsrechter: Abdul Salam Al Yaqoot (KUW) |

|                                                        |                              |       |                                   |                                                                                                |
| 10 februari Vriendschappelijk № 281 «onderlinge duels» | Koeweit                      | 1 – 2 | Bulgarije                         | Al-Sadaqua Walsalamstadion, Koeweit Toeschouwers: 7.000 Scheidsrechter: Jaber Al Jalahma (KUW) |
| 10 februari Vriendschappelijk № 281 «onderlinge duels» | Hamad Bo Hamad Turki Ibrahim |       | 52' Hristo Bonev 71' Hristo Bonev | Al-Sadaqua Walsalamstadion, Koeweit Toeschouwers: 7.000 Scheidsrechter: Jaber Al Jalahma (KUW) |

|                                                                       |                                                      |       |                         |                                                                                   |
| 31 maart Vriendschappelijk № 282 «onderlinge duels» 15:00 uur (UTC+1) | Hongarije                                            | 3 – 1 | Bulgarije               | ZTE Stadion, Zalaegerszeg Toeschouwers: 20.000 Scheidsrechter: Marijan Rauš (YUG) |
| 31 maart Vriendschappelijk № 282 «onderlinge duels» 15:00 uur (UTC+1) | László Fazekas 3' László Fazekas 45' Ferenc Bene 58' |       | 75' (pen.) Hristo Bonev | ZTE Stadion, Zalaegerszeg Toeschouwers: 20.000 Scheidsrechter: Marijan Rauš (YUG) |

|                                                                       |           |                  |                   |                                                                                           |
| 13 april Vriendschappelijk № 283 «onderlinge duels» 18:30 uur (UTC+2) | Bulgarije | 0 – 1            | Tsjecho-Slowakije | 9 septemberstadion, Plovdiv Toeschouwers: 30.000 Scheidsrechter: Milivoje Gugulović (YUG) |
| 13 april Vriendschappelijk № 283 «onderlinge duels» 18:30 uur (UTC+2) |           | 68' Karol Dobiaš |                   | 9 septemberstadion, Plovdiv Toeschouwers: 30.000 Scheidsrechter: Milivoje Gugulović (YUG) |

|                                                                       |           |       |           |                                                                                      |
| 14 april Vriendschappelijk № 284 «onderlinge duels» 16:00 uur (UTC−3) | Brazilië  | 1 – 0 | Bulgarije | Maracanã, Rio de Janeiro Toeschouwers: 72.545 Scheidsrechter: Alberto Martínez (CHI) |
| 14 april Vriendschappelijk № 284 «onderlinge duels» 16:00 uur (UTC−3) | Jairzinho |       |           | Maracanã, Rio de Janeiro Toeschouwers: 72.545 Scheidsrechter: Alberto Martínez (CHI) |

|                                                                                  | |       |                 | |
| 8 mei Balkan Cup 1973/76 Halve finale № 585 «onderlinge duels» 18:30 uur (UTC+2) | Bulgarije                                                                                          | 5 – 1 | Turkije         | Vasil Levski Nationaal Stadion, Sofia Toeschouwers: 25.000 Scheidsrechter: Chevorc Ghemigean (ROU) |
| 8 mei Balkan Cup 1973/76 Halve finale № 585 «onderlinge duels» 18:30 uur (UTC+2) | Hristo Bonev 12' Nikos Kovis 48' (e.d.) Dobromir Zhechev 67' Pavel Panov 76' Bozhidar Grigorov 79' |       | 68' Cemil Turan | Vasil Levski Nationaal Stadion, Sofia Toeschouwers: 25.000 Scheidsrechter: Chevorc Ghemigean (ROU) |

|                                                   | |       |              |                                                                                                 |
| 25 mei Vriendschappelijk № 286 «onderlinge duels» | Bulgarije                                                                                                   | 6 – 1 | Noord-Korea  | Vasil Levski Nationaal Stadion, Sofia Toeschouwers: 20.000 Scheidsrechter: Tsvetan Stanev (BUL) |
| 25 mei Vriendschappelijk № 286 «onderlinge duels» | Hristo Bonev 42' Atanas Mihaylov 28' Pavel Panov 66' Krasimir Borisov 68' Hristo Bonev 72' Hristo Bonev 80' |       | Shen-min Kim | Vasil Levski Nationaal Stadion, Sofia Toeschouwers: 20.000 Scheidsrechter: Tsvetan Stanev (BUL) |

|                                                   |           |                       |          |                                                                                             |
| 1 juni Vriendschappelijk № 287 «onderlinge duels» | Bulgarije | 0 – 1                 | Engeland | Vasil Levski Nationaal Stadion, Sofia Toeschouwers: 64.000 Scheidsrechter: Rolf Nyhus (NOR) |
| 1 juni Vriendschappelijk № 287 «onderlinge duels» |           | 44' Frank Worthington |          | Vasil Levski Nationaal Stadion, Sofia Toeschouwers: 64.000 Scheidsrechter: Rolf Nyhus (NOR) |

| Wereldkampioenschap voetbal 1974 |
| -------------------------------- |

|                                                                    |           |       |        |                                                                                        |
| 15 juni WK 1974 Groep 3 № 288 «onderlinge duels» 16:00 uur (UTC+1) | Bulgarije | 0 – 0 | Zweden | Rheinstadion, Düsseldorf Toeschouwers: 23.800 Scheidsrechter: Edison Pérez Núñez (PER) |
| 15 juni WK 1974 Groep 3 № 288 «onderlinge duels» 16:00 uur (UTC+1) |           |       |        | Rheinstadion, Düsseldorf Toeschouwers: 23.800 Scheidsrechter: Edison Pérez Núñez (PER) |

|                                                                    |                    |       |                  |                                                                                      |
| 19 juni WK 1974 Groep 3 № 289 «onderlinge duels» 19:30 uur (UTC+1) | Uruguay            | 1 – 1 | Bulgarije        | Niedersachsenstadion, Hannover Toeschouwers: 13.400 Scheidsrechter: Jack Taylo (ENG) |
| 19 juni WK 1974 Groep 3 № 289 «onderlinge duels» 19:30 uur (UTC+1) | Ricardo Pavoni 87' |       | 76' Hristo Bonev | Niedersachsenstadion, Hannover Toeschouwers: 13.400 Scheidsrechter: Jack Taylo (ENG) |

|                                                                    |                      |       |                                                                                    |                                                                                     |
| 23 juni WK 1974 Groep 3 № 290 «onderlinge duels» 16:00 uur (UTC+1) | Bulgarije            | 1 – 4 | Nederland                                                                          | Westfalenstadion, Dortmund Toeschouwers: 53.790 Scheidsrechter: Tony Bosković (AUS) |
| 23 juni WK 1974 Groep 3 № 290 «onderlinge duels» 16:00 uur (UTC+1) | Ruud Krol 78' (e.d.) |       | 6' (pen.) Johan Neeskens 45' (pen.) Johan Neeskens 75' Johnny Rep 87' Theo de Jong | Westfalenstadion, Dortmund Toeschouwers: 53.790 Scheidsrechter: Tony Bosković (AUS) |

|  |  |  |  |  |  |  |  |  |

|                                                                           |           |       |          | |
| 25 september Vriendschappelijk № 291 «onderlinge duels» 18:00 uur (UTC+2) | Bulgarije | 0 – 0 | Roemenië | Vasil Levski Nationaal Stadion, Sofia Toeschouwers: 12.000 Scheidsrechter: Milivoje Gugulović (YUG) |
| 25 september Vriendschappelijk № 291 «onderlinge duels» 18:00 uur (UTC+2) |           |       |          | Vasil Levski Nationaal Stadion, Sofia Toeschouwers: 12.000 Scheidsrechter: Milivoje Gugulović (YUG) |

|                                                          |                                                   |       |                                                               | |
| 13 oktober EK 1976 kwalificatie № 292 «onderlinge duels» | Bulgarije                                         | 3 – 3 | Griekenland                                                   | Vasil Levski Nationaal Stadion, Sofia Toeschouwers: 14.291 Scheidsrechter: Alberto Michelotti (ITA) |
| 13 oktober EK 1976 kwalificatie № 292 «onderlinge duels» | Hristo Bonev 1' Georgi Denev 28' Georgi Denev 30' |       | 29' Antonis Antoniadis 86' Mimis Papaioannou 88' Lakis Glezos | Vasil Levski Nationaal Stadion, Sofia Toeschouwers: 14.291 Scheidsrechter: Alberto Michelotti (ITA) |

|                                                                          |           |       |           |                                                                                       |
| 10 november Vriendschappelijk № 293 «onderlinge duels» 15:00 uur (UTC+2) | Bulgarije | 0 – 0 | Hongarije | Joeri Gagarinstadion, Varna Toeschouwers: 2.000 Scheidsrechter: Anatoliy Ivanov (URS) |
| 10 november Vriendschappelijk № 293 «onderlinge duels» 15:00 uur (UTC+2) |           |       |           | Joeri Gagarinstadion, Varna Toeschouwers: 2.000 Scheidsrechter: Anatoliy Ivanov (URS) |

|                                                                             |                                           |       |                  |                                                                                               |
| 18 december EK 1976 kwalificatie № 294 «onderlinge duels» 16:00 uur (UTC+2) | Griekenland                               | 2 – 1 | Bulgarije        | Georgios Karaiskákisstadion, Piraeus Toeschouwers: 22.328 Scheidsrechter: Paul Schiller (AUT) |
| 18 december EK 1976 kwalificatie № 294 «onderlinge duels» 16:00 uur (UTC+2) | Stavros Sarafis 4' Antonis Antoniadis 40' |       | 88' Bozhil Kolev | Georgios Karaiskákisstadion, Piraeus Toeschouwers: 22.328 Scheidsrechter: Paul Schiller (AUT) |

|                                                                          |        |       |           |                                                                                        |
| 29 december Vriendschappelijk № 295 «onderlinge duels» 14:30 uur (UTC+1) | Italië | 0 – 0 | Bulgarije | Stadio Luigi Ferraris, Genua Toeschouwers: 39.850 Scheidsrechter: Sergio Gonella (ITA) |
| 29 december Vriendschappelijk № 295 «onderlinge duels» 14:30 uur (UTC+1) |        |       |           | Stadio Luigi Ferraris, Genua Toeschouwers: 39.850 Scheidsrechter: Sergio Gonella (ITA) |

### 1975
|                                                                       |     |       |           | |
| 26 maart Vriendschappelijk № 296 «onderlinge duels» 18:00 uur (UTC+1) | DDR | 0 – 0 | Bulgarije | Friedrich-Ludwig-Jahn-Sportpark, Berlijn Toeschouwers: 15.000 Scheidsrechter: Anatoliy Ivanov (URS) |
| 26 maart Vriendschappelijk № 296 «onderlinge duels» 18:00 uur (UTC+1) |     |       |           | Friedrich-Ludwig-Jahn-Sportpark, Berlijn Toeschouwers: 15.000 Scheidsrechter: Anatoliy Ivanov (URS) |

|                                                                          |                         |       |                             |                                                                                              |
| 27 april EK 1976 kwalificatie № 297 «onderlinge duels» 18:00 uur (UTC+2) | Bulgarije               | 1 – 1 | West-Duitsland              | Vasil Levski Nationaal Stadion, Sofia Toeschouwers: 47.200 Scheidsrechter: Jean Dubach (SUI) |
| 27 april EK 1976 kwalificatie № 297 «onderlinge duels» 18:00 uur (UTC+2) | Bozhil Kolev 73' (pen.) |       | 76' (pen.) Manfred Ritschel | Vasil Levski Nationaal Stadion, Sofia Toeschouwers: 47.200 Scheidsrechter: Jean Dubach (SUI) |

|                                                                                              |                                     |       |           |                                                                                  |
| 7 mei Olympisch kwalificatietoernooi voetbal 1976 № 298 «onderlinge duels» 20:00 uur (UTC+1) | Hongarije                           | 2 – 0 | Bulgarije | Népstadion, Boedapest Toeschouwers: 20.000 Scheidsrechter: Wolfgang Riedel (DDR) |
| 7 mei Olympisch kwalificatietoernooi voetbal 1976 № 298 «onderlinge duels» 20:00 uur (UTC+1) | László Fazekas 25' Mihály Kozma 63' |       |           | Népstadion, Boedapest Toeschouwers: 20.000 Scheidsrechter: Wolfgang Riedel (DDR) |

|                                                                                               |                                                                               |       |           |                                                                                                 |
| 7 juni Olympisch kwalificatietoernooi voetbal 1976 № 299 «onderlinge duels» 18:00 uur (UTC+2) | Bulgarije                                                                     | 4 – 0 | Hongarije | Vasil Levski Nationaal Stadion, Sofia Toeschouwers: 25.000 Scheidsrechter: Zdeněk Jelínek (TCH) |
| 7 juni Olympisch kwalificatietoernooi voetbal 1976 № 299 «onderlinge duels» 18:00 uur (UTC+2) | Bozhil Kolev 45' Pavel Panov 47' (pen.) Pavel Panov 52' Andrey Zhelyazkov 89' |       |           | Vasil Levski Nationaal Stadion, Sofia Toeschouwers: 25.000 Scheidsrechter: Zdeněk Jelínek (TCH) |

|                                                                         |                                                                                          |       |       |                                                                                               |
| 11 juni EK 1976 kwalificatie № 300 «onderlinge duels» 17:30 uur (UTC+2) | Bulgarije                                                                                | 5 – 0 | Malta | Vasil Levski Nationaal Stadion, Sofia Toeschouwers: 27.560 Scheidsrechter: Michal Jursa (TCH) |
| 11 juni EK 1976 kwalificatie № 300 «onderlinge duels» 17:30 uur (UTC+2) | Borislav Dimitrov 2' Georgi Denev 22' Pavel Panov 25' Hristo Bonev 68' Kiril Milanov 72' |       |       | Vasil Levski Nationaal Stadion, Sofia Toeschouwers: 27.560 Scheidsrechter: Michal Jursa (TCH) |

|                                                                                   |         |                                             |           |                                                                                          |
| 24 september Olympisch kwalificatietoernooi voetbal 1976 № 301 «onderlinge duels» | Turkije | 0 – 2                                       | Bulgarije | BJK Inönüstadion, Istanbul Toeschouwers: 30.000 Scheidsrechter: Nicolae Petriceanu (ROU) |
| 24 september Olympisch kwalificatietoernooi voetbal 1976 № 301 «onderlinge duels» |         | 33' Andrey Zhelyazkov 53' Borislav Dimitrov |           | BJK Inönüstadion, Istanbul Toeschouwers: 30.000 Scheidsrechter: Nicolae Petriceanu (ROU) |

|                                                                                |        |       |                        |                                                                                              |
| 8 oktober Olympisch kwalificatietoernooi voetbal 1976 № 302 «onderlinge duels» | Spanje | 2 – 1 | Bulgarije              | Estadio José Rico Pérez, Alicante Toeschouwers: 45.000 Scheidsrechter: Georges Konrath (FRA) |
| 8 oktober Olympisch kwalificatietoernooi voetbal 1976 № 302 «onderlinge duels» | ?      |       | 28' Atanas Aleksandrov | Estadio José Rico Pérez, Alicante Toeschouwers: 45.000 Scheidsrechter: Georges Konrath (FRA) |

|                                                                                  |                  |       |        |                                                                                               |
| 12 november Olympisch kwalificatietoernooi voetbal 1976 № 303 «onderlinge duels» | Bulgarije        | 1 – 1 | Spanje | Vasil Levski Nationaal Stadion, Sofia Toeschouwers: 15.000 Scheidsrechter: René Mathieu (SUI) |
| 12 november Olympisch kwalificatietoernooi voetbal 1976 № 303 «onderlinge duels» | Bozhil Kolev 30' |       | ?      | Vasil Levski Nationaal Stadion, Sofia Toeschouwers: 15.000 Scheidsrechter: René Mathieu (SUI) |

|                                                                             |                   |       |           |                                                                                   |
| 19 november EK 1976 kwalificatie № 304 «onderlinge duels» 15:00 uur (UTC+1) | West-Duitsland    | 1 – 1 | Bulgarije | MHPArena, Stuttgart Toeschouwers: 68.819 Scheidsrechter: Alistair MacKenzie (SCO) |
| 19 november EK 1976 kwalificatie № 304 «onderlinge duels» 15:00 uur (UTC+1) | Jupp Heynckes 65' |       |           | MHPArena, Stuttgart Toeschouwers: 68.819 Scheidsrechter: Alistair MacKenzie (SCO) |

|                                                                             |       |                                     |           |                                                                                |
| 21 december EK 1976 kwalificatie № 305 «onderlinge duels» 14:30 uur (UTC+1) | Malta | 0 – 2                               | Bulgarije | Empire Stadion, Gżira Toeschouwers: 7.174 Scheidsrechter: Norbert Rolles (LUX) |
| 21 december EK 1976 kwalificatie № 305 «onderlinge duels» 14:30 uur (UTC+1) |       | 69' Pavel Panov 83' Yordan Yordanov |           | Empire Stadion, Gżira Toeschouwers: 7.174 Scheidsrechter: Norbert Rolles (LUX) |

### 1976
|                                                                         |                    |       |                                                        |                                                                                   |
| 25 januari Vriendschappelijk № 306 «onderlinge duels» 13:30 uur (UTC+9) | Japan              | 1 – 3 | Bulgarije                                              | Nationaal Stadion, Tokio Toeschouwers: 30.000 Scheidsrechter: Sung Nak-Woon (KOR) |
| 25 januari Vriendschappelijk № 306 «onderlinge duels» 13:30 uur (UTC+9) | Kunishige Kamamoto |       | 43' Hristo Bonev 56' Chavdar Tsvetkov 81' Stoyan Iliev | Nationaal Stadion, Tokio Toeschouwers: 30.000 Scheidsrechter: Sung Nak-Woon (KOR) |

|                                                                         |                 |       |                  |                                                                              |
| 28 januari Vriendschappelijk № 307 «onderlinge duels» 14:00 uur (UTC+9) | Japan           | 1 – 1 | Bulgarije        | Nagaistadion, Osaka Toeschouwers: 10.000 Scheidsrechter: Sung Nak-Woon (KOR) |
| 28 januari Vriendschappelijk № 307 «onderlinge duels» 14:00 uur (UTC+9) | Akira Matsunaga |       | 70' Hristo Bonev | Nagaistadion, Osaka Toeschouwers: 10.000 Scheidsrechter: Sung Nak-Woon (KOR) |

|                                                                         |       |                                                                |           |                                                                                   |
| 1 februari Vriendschappelijk № 308 «onderlinge duels» 14:00 uur (UTC+9) | Japan | 0 – 3                                                          | Bulgarije | Nationaal Stadion, Tokio Toeschouwers: 20.000 Scheidsrechter: Sung Nak-Woon (KOR) |
| 1 februari Vriendschappelijk № 308 «onderlinge duels» 14:00 uur (UTC+9) |       | 43' Bogomil Simov 59' Spas Dzjevizov 89' (pen.) Nikola Hristov |           | Nationaal Stadion, Tokio Toeschouwers: 20.000 Scheidsrechter: Sung Nak-Woon (KOR) |

|                                                     |           |                                                                   |             |                                                                                               |
| 24 maart Vriendschappelijk № 309 «onderlinge duels» | Bulgarije | 0 – 3                                                             | Sovjet-Unie | Vasil Levski Nationaal Stadion, Sofia Toeschouwers: 10.000 Scheidsrechter: Sándor Petri (HUN) |
| 24 maart Vriendschappelijk № 309 «onderlinge duels» |           | 11' Volodymyr Onysjtsjenko 72' Aleksandr Minayev 81' Oleh Blochin |             | Vasil Levski Nationaal Stadion, Sofia Toeschouwers: 10.000 Scheidsrechter: Sándor Petri (HUN) |

|                                                                               |                                                          |       |         |                                                                                    |
| 14 april Olympisch kwalificatietoernooi voetbal 1976 № 310 «onderlinge duels» | Bulgarije                                                | 3 – 0 | Turkije | Beroestadion, Stara Zagora Toeschouwers: 18.000 Scheidsrechter: Vlado Tauzes (YUG) |
| 14 april Olympisch kwalificatietoernooi voetbal 1976 № 310 «onderlinge duels» | Kiril Milanov 9' Yordan Yordanov 69' Yordan Yordanov 81' |       |         | Beroestadion, Stara Zagora Toeschouwers: 18.000 Scheidsrechter: Vlado Tauzes (YUG) |

|                                                  |                                                                |       |             |                                                                                                 |
| 5 mei Vriendschappelijk № 311 «onderlinge duels» | Bulgarije                                                      | 3 – 0 | Noord-Korea | Vasil Levski Nationaal Stadion, Sofia Toeschouwers: 8.000 Scheidsrechter: Hristo Atanasov (BUL) |
| 5 mei Vriendschappelijk № 311 «onderlinge duels» | Hristo Bonev 65' Hristo Bonev 75' (pen.) Andrey Zhelyazkov 85' |       |             | Vasil Levski Nationaal Stadion, Sofia Toeschouwers: 8.000 Scheidsrechter: Hristo Atanasov (BUL) |

|                                                                             |                    |       |          |                                                                                      |
| 12 mei Balkan Cup 1973/76 Finale № 312 «onderlinge duels» 17:30 uur (UTC+2) | Bulgarije          | 1 – 0 | Roemenië | Stadion Ivajlo, Veliko Tarnovo Toeschouwers: 30.000 Scheidsrechter: Orhan Cebe (TUR) |
| 12 mei Balkan Cup 1973/76 Finale № 312 «onderlinge duels» 17:30 uur (UTC+2) | Tsonyo Vasilev 49' |       |          | Stadion Ivajlo, Veliko Tarnovo Toeschouwers: 30.000 Scheidsrechter: Orhan Cebe (TUR) |

|                                                                          |                                  |       |                                        |                                                                               |
| 17 augustus Vriendschappelijk № 313 «onderlinge duels» 19:45 uur (UTC+1) | Zwitserland                      | 2 – 2 | Bulgarije                              | Stadion Allmend, Luzern Toeschouwers: 9.000 Scheidsrechter: Josef Bucek (AUT) |
| 17 augustus Vriendschappelijk № 313 «onderlinge duels» 19:45 uur (UTC+1) | Kurt Müller 10' Fritz Künzli 19' |       | 27' Tsonyo Vasilev 72' Yordan Yordanov | Stadion Allmend, Luzern Toeschouwers: 9.000 Scheidsrechter: Josef Bucek (AUT) |

|                                                                           |                                       |       |                                              |                                                                                               |
| 22 september Vriendschappelijk № 314 «onderlinge duels» 18:00 uur (UTC+2) | Bulgarije                             | 2 – 2 | Turkije                                      | Vasil Levski Nationaal Stadion, Sofia Toeschouwers: 12.000 Scheidsrechter: Vlado Tauzes (YUG) |
| 22 september Vriendschappelijk № 314 «onderlinge duels» 18:00 uur (UTC+2) | Hristo Bonev 2' Andrey Zhelyazkov 42' |       | 56' (e.d.) Kiril Ivkov 85' Ali Kemal Denizci | Vasil Levski Nationaal Stadion, Sofia Toeschouwers: 12.000 Scheidsrechter: Vlado Tauzes (YUG) |

|                                                                           |                                  |       |                                        |                                                                                            |
| 9 oktober WK 1978 kwalificatie № 315 «onderlinge duels» 15:00 uur (UTC+2) | Bulgarije                        | 2 – 2 | Frankrijk                              | Vasil Levski Nationaal Stadion, Sofia Toeschouwers: 45.000 Scheidsrechter: Ian Foote (SCO) |
| 9 oktober WK 1978 kwalificatie № 315 «onderlinge duels» 15:00 uur (UTC+2) | Hristo Bonev 45' Pavel Panov 68' |       | 37' Michel Platini 40' Bernard Lacombe | Vasil Levski Nationaal Stadion, Sofia Toeschouwers: 45.000 Scheidsrechter: Ian Foote (SCO) |

|                                                                         |           |                                                                             |     |                                                                                         |
| 27 oktober Vriendschappelijk № 316 «onderlinge duels» 15:15 uur (UTC+2) | Bulgarije | 0 – 4                                                                       | DDR | Chadzji Dimitarstadion, Sliven Toeschouwers: 18.000 Scheidsrechter: Alojzy Jarguz (POL) |
| 27 oktober Vriendschappelijk № 316 «onderlinge duels» 15:15 uur (UTC+2) |           | 38' Joachim Streich 40' Joachim Streich 63' Gert Heidler 66' Hartmut Schade |     | Chadzji Dimitarstadion, Sliven Toeschouwers: 18.000 Scheidsrechter: Alojzy Jarguz (POL) |

|                                                                                  |                                                       |       |                                           |                                                                                                |
| 28 november Balkan Cup 1973/76 Finale № 317 «onderlinge duels» 14:00 uur (UTC+2) | Roemenië                                              | 3 – 2 | Bulgarije                                 | Stadionul 23 August, Boekarest Toeschouwers: 40.000 Scheidsrechter: Teodoros Tsanaklidis (GRE) |
| 28 november Balkan Cup 1973/76 Finale № 317 «onderlinge duels» 14:00 uur (UTC+2) | Radu Troi 47' László Bölöni 54' Gheorghe Mulţescu 78' |       | 13' Atanas Garabski 69' Andrey Zhelyazkov | Stadionul 23 August, Boekarest Toeschouwers: 40.000 Scheidsrechter: Teodoros Tsanaklidis (GRE) |

### 1977
|                                                       |                 |       |                        |                                                                                        |
| 11 januari Vriendschappelijk № 318 «onderlinge duels» | Algerije        | 1 – 1 | Bulgarije              | Stadion van 5 juli 1962, Algiers Toeschouwers: 20.000 Scheidsrechter: Kaïd Ahmed (ALG) |
| 11 januari Vriendschappelijk № 318 «onderlinge duels» | Mohammed Griche |       | 64' Dinko Dermendzhiev | Stadion van 5 juli 1962, Algiers Toeschouwers: 20.000 Scheidsrechter: Kaïd Ahmed (ALG) |

|                                                                         |                  |       |           |                                                                                         |
| 23 januari Vriendschappelijk № 319 «onderlinge duels» 18:00 uur (UTC−3) | Brazilië         | 1 – 0 | Bulgarije | Estádio do Morumbi, São Paulo Toeschouwers: 67.708 Scheidsrechter: Oscar Scolfaro (BRA) |
| 23 januari Vriendschappelijk № 319 «onderlinge duels» 18:00 uur (UTC−3) | Roberto Dinamite |       |           | Estádio do Morumbi, São Paulo Toeschouwers: 67.708 Scheidsrechter: Oscar Scolfaro (BRA) |

|                                                                         |                   |       |                                   |                                                                                 |
| 30 januari Vriendschappelijk № 320 «onderlinge duels» 15:00 uur (UTC+2) | Cyprus            | 1 – 2 | Bulgarije                         | GSP-stadion, Nicosia Toeschouwers: 4.000 Scheidsrechter: Sotos Afksentiou (CYP) |
| 30 januari Vriendschappelijk № 320 «onderlinge duels» 15:00 uur (UTC+2) | Gregory Savva 19' |       | 59' Pavel Panov 65' Kiril Milanov | GSP-stadion, Nicosia Toeschouwers: 4.000 Scheidsrechter: Sotos Afksentiou (CYP) |

|                                                                                   |                                       |       |           |                                                                                      |
| 16 februari Balkan Cup 1977/80 Groep A № 321 «onderlinge duels» 14:30 uur (UTC+2) | Turkije                               | 2 – 0 | Bulgarije | BJK Inönüstadion, Istanbul Toeschouwers: 37.055 Scheidsrechter: Velibor Ljujić (YUG) |
| 16 februari Balkan Cup 1977/80 Groep A № 321 «onderlinge duels» 14:30 uur (UTC+2) | Ali Kemal Denizci 54' Cemil Turan 55' |       |           | BJK Inönüstadion, Istanbul Toeschouwers: 37.055 Scheidsrechter: Velibor Ljujić (YUG) |

|                                                                       |                                                                |       |                  | |
| 13 april Vriendschappelijk № 322 «onderlinge duels» 18:00 uur (UTC+2) | Bulgarije                                                      | 3 – 1 | Denemarken       | Vasil Levski Nationaal Stadion, Sofia Toeschouwers: 12.000 Scheidsrechter: Teodoros Tsanaklidis (GRE) |
| 13 april Vriendschappelijk № 322 «onderlinge duels» 18:00 uur (UTC+2) | Chavdar Tsvetkov 5' Andrey Zhelyazkov 37' Krasimir Borisov 70' |       | 22' Jan Sørensen | Vasil Levski Nationaal Stadion, Sofia Toeschouwers: 12.000 Scheidsrechter: Teodoros Tsanaklidis (GRE) |

|                                                                        |                                       |       |                |                                                                                                 |
| 1 juni WK 1978 kwalificatie № 323 «onderlinge duels» 18:00 uur (UTC+2) | Bulgarije                             | 2 – 1 | Ierland        | Vasil Levski Nationaal Stadion, Sofia Toeschouwers: 35.124 Scheidsrechter: Nikos Zlatanos (GRE) |
| 1 juni WK 1978 kwalificatie № 323 «onderlinge duels» 18:00 uur (UTC+2) | Pavel Panov 14' Andrey Zhelyazkov 76' |       | 47' Don Givens | Vasil Levski Nationaal Stadion, Sofia Toeschouwers: 35.124 Scheidsrechter: Nikos Zlatanos (GRE) |

|                                                                                    |                                                                        |       |                |                                                                                           |
| 21 september Balkan Cup 1977/80 Groep A № 324 «onderlinge duels» 18:00 uur (UTC+2) | Bulgarije                                                              | 3 – 1 | Turkije        | İzmir Atatürkstadion, İzmir Toeschouwers: 18.000 Scheidsrechter: Dimitris Sarakinos (GRE) |
| 21 september Balkan Cup 1977/80 Groep A № 324 «onderlinge duels» 18:00 uur (UTC+2) | Andrey Zhelyazkov 27' Spas Dzjevizov 28' Atanas Aleksandrov 86' (pen.) |       | 8' Sedat Özden | İzmir Atatürkstadion, İzmir Toeschouwers: 18.000 Scheidsrechter: Dimitris Sarakinos (GRE) |

|                                                                            |         |       |           |                                                                                  |
| 12 oktober WK 1978 kwalificatie № 325 «onderlinge duels» 16:30 uur (UTC+1) | Ierland | 0 – 0 | Bulgarije | Lansdowne Road, Dublin Toeschouwers: 25.000 Scheidsrechter: Sergio Gonella (ITA) |
| 12 oktober WK 1978 kwalificatie № 325 «onderlinge duels» 16:30 uur (UTC+1) |         |       |           | Lansdowne Road, Dublin Toeschouwers: 25.000 Scheidsrechter: Sergio Gonella (ITA) |

|                                                                         |           |       |             | |
| 26 oktober Vriendschappelijk № 326 «onderlinge duels» 18:00 uur (UTC+2) | Bulgarije | 0 – 0 | Griekenland | Vasil Levski Nationaal Stadion, Sofia Toeschouwers: 15.000 Scheidsrechter: Constantin Dinulescu (ROU) |
| 26 oktober Vriendschappelijk № 326 «onderlinge duels» 18:00 uur (UTC+2) |           |       |             | Vasil Levski Nationaal Stadion, Sofia Toeschouwers: 15.000 Scheidsrechter: Constantin Dinulescu (ROU) |

|                                                                             |                                                                |       |                      |                                                                                    |
| 16 november WK 1978 kwalificatie № 327 «onderlinge duels» 20:30 uur (UTC+1) | Frankrijk                                                      | 3 – 1 | Bulgarije            | Parc des Princes, Parijs Toeschouwers: 44.860 Scheidsrechter: Charles Corver (NED) |
| 16 november WK 1978 kwalificatie № 327 «onderlinge duels» 20:30 uur (UTC+1) | Dominique Rocheteau 8' Michel Platini 63' Christian Dalger 90' |       | 85' Chavdar Tsvetkov | Parc des Princes, Parijs Toeschouwers: 44.860 Scheidsrechter: Charles Corver (NED) |

### 1978
|                                                                        |                                           |       |                     |                                                                                |
| 22 februari Vriendschappelijk № 328 «onderlinge duels» 20:00 uur (UTC) | Schotland                                 | 2 – 1 | Bulgarije           | Hampden Park, Glasgow Toeschouwers: 57.344 Scheidsrechter: Pat Partridge (ENG) |
| 22 februari Vriendschappelijk № 328 «onderlinge duels» 20:00 uur (UTC) | Archie Gemmill 43' (pen.) Ian Wallace 84' |       | 7' Stoycho Mladenov | Hampden Park, Glasgow Toeschouwers: 57.344 Scheidsrechter: Pat Partridge (ENG) |

|                                                     |                                           |       |                        |                                                                                                   |
| 29 maart Vriendschappelijk № 329 «onderlinge duels» | Argentinië                                | 3 – 1 | Bulgarije              | Estadio Alberto J. Armando, Buenos Aires Toeschouwers: 60.000 Scheidsrechter: Roque Cerullo (URU) |
| 29 maart Vriendschappelijk № 329 «onderlinge duels» | Américo Gallego Oscar Ortiz Ossie Ardiles |       | 35' Nikolay Grancharov | Estadio Alberto J. Armando, Buenos Aires Toeschouwers: 60.000 Scheidsrechter: Roque Cerullo (URU) |

|                                                    |                     |       |                      |                                                                                |
| 1 april Vriendschappelijk № 330 «onderlinge duels» | Peru                | 1 – 1 | Bulgarije            | Estadio Nacional, Lima Toeschouwers: 30.000 Scheidsrechter: César Pagano (PER) |
| 1 april Vriendschappelijk № 330 «onderlinge duels» | Oswaldo Ramirez 62' |       | 22' Krasimir Manolov | Estadio Nacional, Lima Toeschouwers: 30.000 Scheidsrechter: César Pagano (PER) |

|                                                    |                                                         |       |           |                                                                                         |
| 4 april Vriendschappelijk № 331 «onderlinge duels» | Mexico                                                  | 3 – 0 | Bulgarije | Estadio Jalisco, Guadalajara Toeschouwers: 55.000 Scheidsrechter: Gino D`Ippolito (USA) |
| 4 april Vriendschappelijk № 331 «onderlinge duels» | Cristobal Ortega Martinez 7' Guillermo Mendizabal 37' ? |       |           | Estadio Jalisco, Guadalajara Toeschouwers: 55.000 Scheidsrechter: Gino D`Ippolito (USA) |

|                                                                       |           |       |                   |                                                                                         |
| 23 april Vriendschappelijk № 332 «onderlinge duels» 16:00 uur (UTC+1) | Bulgarije | 0 – 0 | Tsjecho-Slowakije | Za Lužánkamistadion, Brno Toeschouwers: 15.000 Scheidsrechter: Siegfried Kirschen (DDR) |
| 23 april Vriendschappelijk № 332 «onderlinge duels» 16:00 uur (UTC+1) |           |       |                   | Za Lužánkamistadion, Brno Toeschouwers: 15.000 Scheidsrechter: Siegfried Kirschen (DDR) |

|                                                                       |                   |       |           |                                                                                              |
| 26 april Vriendschappelijk № 333 «onderlinge duels» 17:00 uur (UTC+2) | Polen             | 1 – 0 | Bulgarije | Stadion Dziesięciolecia, Warschau Toeschouwers: 45.000 Scheidsrechter: Miroslav Stupar (URS) |
| 26 april Vriendschappelijk № 333 «onderlinge duels» 17:00 uur (UTC+2) | Grzegorz Lato 66' |       |           | Stadion Dziesięciolecia, Warschau Toeschouwers: 45.000 Scheidsrechter: Miroslav Stupar (URS) |

|                                                     |                       |       |                    |                                                                                  |
| 26 april Vriendschappelijk № 334 «onderlinge duels» | Iran                  | 1 – 1 | Bulgarije          | Aryamehrstadion, Teheran Toeschouwers: 65.000 Scheidsrechter: Jafar Namdar (IRN) |
| 26 april Vriendschappelijk № 334 «onderlinge duels» | Ali Parvin 11' (pen.) |       | 38' Trayko Sokolov | Aryamehrstadion, Teheran Toeschouwers: 65.000 Scheidsrechter: Jafar Namdar (IRN) |

|                                                                             |                                      |       |           |                                                                                        |
| 3 mei Balkan Cup 1977/80 Groep A № 335 «onderlinge duels» 17:00 uur (UTC+2) | Roemenië                             | 2 – 0 | Bulgarije | Stadionul 23 August, Boekarest Toeschouwers: 30.000 Scheidsrechter: Vlado Tauzes (YUG) |
| 3 mei Balkan Cup 1977/80 Groep A № 335 «onderlinge duels» 17:00 uur (UTC+2) | Anghel Iordănescu 2' Ilie Balaci 74' |       |           | Stadionul 23 August, Boekarest Toeschouwers: 30.000 Scheidsrechter: Vlado Tauzes (YUG) |

|                                                                              |                      |       |                       | |
| 31 mei Balkan Cup 1977/80 Groep A № 336 «onderlinge duels» 19:00 uur (UTC+2) | Bulgarije            | 1 – 1 | Roemenië              | Vasil Levski Nationaal Stadion, Sofia Toeschouwers: 10.000 Scheidsrechter: Dimitris Sarakinos (GRE) |
| 31 mei Balkan Cup 1977/80 Groep A № 336 «onderlinge duels» 19:00 uur (UTC+2) | Stoycho Mladenov 16' |       | 34' Anghel Iordănescu | Vasil Levski Nationaal Stadion, Sofia Toeschouwers: 10.000 Scheidsrechter: Dimitris Sarakinos (GRE) |

|                                                       |                                        |       |          |                                                                                     |
| 4 augustus Vriendschappelijk № 337 «onderlinge duels» | Bulgarije                              | 2 – 0 | Roemenië | Joeri Gagarinstadion, Varna Toeschouwers: 12.000 Scheidsrechter: Nikola Dudin (BUL) |
| 4 augustus Vriendschappelijk № 337 «onderlinge duels» | Aleksandar Ivanov 8' Plamen Markov 16' |       |          | Joeri Gagarinstadion, Varna Toeschouwers: 12.000 Scheidsrechter: Nikola Dudin (BUL) |

|                                                                          |                                       |       |                                   |                                                                                          |
| 30 augustus Vriendschappelijk № 338 «onderlinge duels» 17:00 uur (UTC+1) | DDR                                   | 2 – 2 | Bulgarije                         | Georgij Dimitroffstadion, Erfurt Toeschouwers: 9.000 Scheidsrechter: Antonín Wencl (TCH) |
| 30 augustus Vriendschappelijk № 338 «onderlinge duels» 17:00 uur (UTC+1) | Lutz Eigendorf 15' Lutz Eigendorf 62' |       | 21' Pavel Panov 42' Angel Stankov | Georgij Dimitroffstadion, Erfurt Toeschouwers: 9.000 Scheidsrechter: Antonín Wencl (TCH) |

|                                                                           |                     |       |           |                                                                                     |
| 20 september Vriendschappelijk № 339 «onderlinge duels» 19:30 uur (UTC+2) | Italië              | 1 – 0 | Bulgarije | Olympisch Stadion, Turijn Toeschouwers: 22.419 Scheidsrechter: Erich Linemayr (AUT) |
| 20 september Vriendschappelijk № 339 «onderlinge duels» 19:30 uur (UTC+2) | Antonio Cabrini 62' |       |           | Olympisch Stadion, Turijn Toeschouwers: 22.419 Scheidsrechter: Erich Linemayr (AUT) |

|                                                                            |                                   |       |                                | |
| 11 oktober EK 1980 kwalificatie № 340 «onderlinge duels» 19:00 uur (UTC+1) | Denemarken                        | 2 – 2 | Bulgarije                      | Københavns Idrætspark, Kopenhagen Toeschouwers: 15.800 Scheidsrechter: Ángel Franco Martínez (ESP) |
| 11 oktober EK 1980 kwalificatie № 340 «onderlinge duels» 19:00 uur (UTC+1) | Benny Nielsen 17' Søren Lerby 63' |       | 32' Pavel Panov 85' Ivan Iliev | Københavns Idrætspark, Kopenhagen Toeschouwers: 15.800 Scheidsrechter: Ángel Franco Martínez (ESP) |

|                                                                             |           |                                      |               |                                                                                           |
| 29 november EK 1980 kwalificatie № 341 «onderlinge duels» 17:00 uur (UTC+2) | Bulgarije | 0 – 2                                | Noord-Ierland | Vasil Levski Nationaal Stadion, Sofia Toeschouwers: 11.048 Scheidsrechter: Hilmi Ok (TUR) |
| 29 november EK 1980 kwalificatie № 341 «onderlinge duels» 17:00 uur (UTC+2) |           | 17' Gerry Armstrong 82' Billy Caskey |               | Vasil Levski Nationaal Stadion, Sofia Toeschouwers: 11.048 Scheidsrechter: Hilmi Ok (TUR) |

### 1979
|                                                       |        |                 |           |                                                                                    |
| 16 januari Vriendschappelijk № 342 «onderlinge duels» | Cyprus | 0 – 1           | Bulgarije | GSZ-stadion, Larnaca Toeschouwers: 2.000 Scheidsrechter: Giorgos Hrissanthou (CYP) |
| 16 januari Vriendschappelijk № 342 «onderlinge duels» |        | 60' Rusi Gochev |           | GSZ-stadion, Larnaca Toeschouwers: 2.000 Scheidsrechter: Giorgos Hrissanthou (CYP) |

|                                                       |                    |       |          |                                                                                          |
| 7 februari Vriendschappelijk № 343 «onderlinge duels» | Bulgarije          | 1 – 1 | Roemenië | Stadion Bontsjoek, Doepnitsa Toeschouwers: 27.000 Scheidsrechter: Aleksander Nikić (YUG) |
| 7 februari Vriendschappelijk № 343 «onderlinge duels» | Tsonyo Vasilev 57' |       | ?        | Stadion Bontsjoek, Doepnitsa Toeschouwers: 27.000 Scheidsrechter: Aleksander Nikić (YUG) |

|                                                        |                                         |       |          |                                                                                                   |
| 14 februari Vriendschappelijk № 344 «onderlinge duels» | Bulgarije                               | 2 – 1 | Roemenië | Christo Botevstadion, Blagoëvgrad Toeschouwers: 10.000 Scheidsrechter: Teodoros Tsanaklidis (GRE) |
| 14 februari Vriendschappelijk № 344 «onderlinge duels» | Stoycho Mladenov 27' Ruzhin Kerimov 61' |       | ?        | Christo Botevstadion, Blagoëvgrad Toeschouwers: 10.000 Scheidsrechter: Teodoros Tsanaklidis (GRE) |

|                                                        |                 |       |     |                                                                                         |
| 28 februari Vriendschappelijk № 345 «onderlinge duels» | Bulgarije       | 1 – 0 | DDR | 9 septemberstadion, Boergas Toeschouwers: 15.000 Scheidsrechter: Francisc Kolossi (ROU) |
| 28 februari Vriendschappelijk № 345 «onderlinge duels» | Rusi Gochev 52' |       |     | 9 septemberstadion, Boergas Toeschouwers: 15.000 Scheidsrechter: Francisc Kolossi (ROU) |

|                                                                       |                                                        |       |                 |                                                                                                 |
| 28 maart Vriendschappelijk № 346 «onderlinge duels» 19:00 uur (UTC+3) | Sovjet-Unie                                            | 3 – 1 | Bulgarije       | RSC Lokomotivstadion, Simferopol Toeschouwers: 25.000 Scheidsrechter: Aleksander Suchanek (POL) |
| 28 maart Vriendschappelijk № 346 «onderlinge duels» 19:00 uur (UTC+3) | Oleh Blochin 5' Ramaz Shengeliya 7' Joeri Gavrilov 83' |       | 29' Pavel Panov | RSC Lokomotivstadion, Simferopol Toeschouwers: 25.000 Scheidsrechter: Aleksander Suchanek (POL) |

|                                                     |           |       |             |                                                                                        |
| 28 maart Vriendschappelijk № 347 «onderlinge duels» | Bulgarije | 0 – 0 | Sovjet-Unie | Slavi Aleksievstadion, Pleven Toeschouwers: 25.000 Scheidsrechter: Bogdan Dochev (BUL) |
| 28 maart Vriendschappelijk № 347 «onderlinge duels» |           |       |             | Slavi Aleksievstadion, Pleven Toeschouwers: 25.000 Scheidsrechter: Bogdan Dochev (BUL) |

|                                                                               |                 |       |                   |                                                                                             |
| 18 april Olympisch kwalificatietoernooi voetbal 1980 № 348 «onderlinge duels» | Bulgarije       | 1 – 0 | Tsjecho-Slowakije | 9 septemberstadion, Boergas Toeschouwers: 20.000 Scheidsrechter: Teodoros Tsanaklidis (GRE) |
| 18 april Olympisch kwalificatietoernooi voetbal 1980 № 348 «onderlinge duels» | Rusi Gochev 50' |       |                   | 9 septemberstadion, Boergas Toeschouwers: 20.000 Scheidsrechter: Teodoros Tsanaklidis (GRE) |

|                                                     |                                               |       |                  |                                                                                            |
| 25 april Vriendschappelijk № 349 «onderlinge duels» | Argentinië                                    | 2 – 1 | Bulgarije        | El Monumental, Buenos Aires Toeschouwers: 80.000 Scheidsrechter: Juan José Fortunato (URU) |
| 25 april Vriendschappelijk № 349 «onderlinge duels» | René Houseman 3' Daniel Passarella 60' (pen.) |       | 10' Hristo Bonev | El Monumental, Buenos Aires Toeschouwers: 80.000 Scheidsrechter: Juan José Fortunato (URU) |

|                                                                       |                                       |       |           |                                                                                  |
| 2 mei EK 1980 kwalificatie № 350 «onderlinge duels» 19:00 uur (UTC+1) | Noord-Ierland                         | 2 – 0 | Bulgarije | Windsor Park, Belfast Toeschouwers: 15.540 Scheidsrechter: Anders Mattsson (FIN) |
| 2 mei EK 1980 kwalificatie № 350 «onderlinge duels» 19:00 uur (UTC+1) | Chris Nicholl 15' Gerry Armstrong 33' |       |           | Windsor Park, Belfast Toeschouwers: 15.540 Scheidsrechter: Anders Mattsson (FIN) |

|                                                                            |                   |       |           |                                                                           |
| 5 mei Olympisch kwalificatietoernooi voetbal 1980 № 351 «onderlinge duels» | Tsjecho-Slowakije | 4 – 0 | Bulgarije | Ďolíček, Praag Toeschouwers: 4.000 Scheidsrechter: Dušan Maksimović (YUG) |
| 5 mei Olympisch kwalificatietoernooi voetbal 1980 № 351 «onderlinge duels» | ?                 |       |           | Ďolíček, Praag Toeschouwers: 4.000 Scheidsrechter: Dušan Maksimović (YUG) |

|                                                                        |                      |       |         |                                                                                              |
| 19 mei EK 1980 kwalificatie № 352 «onderlinge duels» 18:00 uur (UTC+3) | Bulgarije            | 1 – 0 | Ierland | Vasil Levski Nationaal Stadion, Sofia Toeschouwers: 10.896 Scheidsrechter: Josef Bucek (AUT) |
| 19 mei EK 1980 kwalificatie № 352 «onderlinge duels» 18:00 uur (UTC+3) | Chavdar Tsvetkov 81' |       |         | Vasil Levski Nationaal Stadion, Sofia Toeschouwers: 10.896 Scheidsrechter: Josef Bucek (AUT) |

|                                                                        |           |                                                   |          |                                                                                                   |
| 6 juni EK 1980 kwalificatie № 353 «onderlinge duels» 18:00 uur (UTC+3) | Bulgarije | 0 – 3                                             | Engeland | Vasil Levski Nationaal Stadion, Sofia Toeschouwers: 31.322 Scheidsrechter: Ernst Dörflinger (SUI) |
| 6 juni EK 1980 kwalificatie № 353 «onderlinge duels» 18:00 uur (UTC+3) |           | 33' Kevin Keegan 54' Dave Watson 55' Peter Barnes |          | Vasil Levski Nationaal Stadion, Sofia Toeschouwers: 31.322 Scheidsrechter: Ernst Dörflinger (SUI) |

|                                                         |                                         |       |           |                                                                                                   |
| 26 september Vriendschappelijk № 354 «onderlinge duels» | Bulgarije                               | 2 – 0 | Hongarije | Vasil Levski Nationaal Stadion, Sofia Toeschouwers: 2.000 Scheidsrechter: Velichko Tsonchev (BUL) |
| 26 september Vriendschappelijk № 354 «onderlinge duels» | Plamen Markov 31' Andrey Zhelyazkov 83' |       |           | Vasil Levski Nationaal Stadion, Sofia Toeschouwers: 2.000 Scheidsrechter: Velichko Tsonchev (BUL) |

|                                                                            |                                                       |       |           |                                                                                 |
| 17 oktober EK 1980 kwalificatie № 355 «onderlinge duels» 15:00 uur (UTC+1) | Ierland                                               | 3 – 0 | Bulgarije | Lansdowne Road, Dublin Toeschouwers: 18.909 Scheidsrechter: Heinz Einbeck (DDR) |
| 17 oktober EK 1980 kwalificatie № 355 «onderlinge duels» 15:00 uur (UTC+1) | Mick Martin 39' Tony Grealish 46' Frank Stapleton 83' |       |           | Lansdowne Road, Dublin Toeschouwers: 18.909 Scheidsrechter: Heinz Einbeck (DDR) |

|                                                          |                                                                 |       |            |                                                                                                   |
| 31 oktober EK 1980 kwalificatie № 356 «onderlinge duels» | Bulgarije                                                       | 3 – 0 | Denemarken | Vasil Levski Nationaal Stadion, Sofia Toeschouwers: 19.384 Scheidsrechter: Sotos Afksentiou (CYP) |
| 31 oktober EK 1980 kwalificatie № 356 «onderlinge duels» | Andrey Zhelyazkov 21' Chavdar Tsvetkov 51' Chavdar Tsvetkov 87' |       |            | Vasil Levski Nationaal Stadion, Sofia Toeschouwers: 19.384 Scheidsrechter: Sotos Afksentiou (CYP) |

|                                                                           |                                 |       |           |                                                                                     |
| 22 november EK 1980 kwalificatie № 357 «onderlinge duels» 19:45 uur (UTC) | Engeland                        | 2 – 0 | Bulgarije | Wembley Stadium, Londen Toeschouwers: 71.491 Scheidsrechter: Erik Fredriksson (SWE) |
| 22 november EK 1980 kwalificatie № 357 «onderlinge duels» 19:45 uur (UTC) | Dave Watson 9' Glenn Hoddle 69' |       |           | Wembley Stadium, Londen Toeschouwers: 71.491 Scheidsrechter: Erik Fredriksson (SWE) |

CONMEBOL: Colombia · Ecuador

UEFA: Albanië · België · Bulgarije · Cyprus · Denemarken · West-Duitsland · Duitse Democratische Republiek · Engeland · Finland · Frankrijk · Griekenland · Hongarije · IJsland · Ierland · Italië · Joegoslavië · Luxemburg · Malta · Nederland · Noord-Ierland · Noorwegen · Oostenrijk · Polen · Portugal · Roemenië · Schotland ·  Sovjet-Unie ·  Spanje · Tsjecho-Slowakije · Turkije · Wales ·  Zweden · Zwitserland

CAF: Madagaskar AFC: Israël

BFS · A-internationals · Selecties · Bondscoaches · Bulgaars vrouwenelftal · Olympisch elftal · Bulgarije U21 · Bulgarije U20 · Bulgarije U19 · Bulgarije U18 · Bulgarije U17 · Bulgarije U16
1924 – 1929 · 
1930 – 1939 · 
1940 – 1949 · 
1950 – 1959 · 
1960 – 1969 · 
1970 – 1979 · 
1980 – 1989 · 
1990 – 1999 · 
2000 – 2009 · 
2010 – 2019 ·
2020 − 2029
EK 1996 · 
EK 2004
WK 1962 · 
WK 1966 · 
WK 1970 · 
WK 1974 · 
WK 1986 · 
WK 1994 · 
WK 1998
OS 1924 · 
OS 1952 · 
OS 1956 · 
OS 1960 · 
OS 1968
1924 · 
1925 · 
1926 · 
1927 · 
1928 ·
1929 · 
1930 · 
1931 · 
1932 · 
1933 · 
1934 · 
1935 · 
1936 · 
1937 · 
1938 · 
1939 · 
1940 · 
1941 ·
1942 · 
1943 · 
1944 · 1945 · 
1946 ·
1947 · 
1948 · 
1949 · 
1950 · 
1952 · 
1952 · 
1953 · 
1954 · 
1955 · 
1956 · 
1957 · 
1958 · 
1959 · 
1960 · 
1961 · 
1962 · 
1963 · 
1964 · 
1965 · 
1966 · 
1967 · 
1968 · 
1969 · 
1970 · 
1971 · 
1972 · 
1973 · 
1974 · 
1975 · 
1976 · 
1977 · 
1978 · 
1979 · 
1980 · 
1981 · 
1982 · 
1983 · 
1984 · 
1985 · 
1986 · 
1987 · 
1988 · 
1989 · 
1990 · 
1991 · 
1992 · 
1993 · 
1994 · 
1995 · 
1996 · 
1997 · 
1998 · 
1999 · 
2000 · 
2001 · 
2002 · 
2003 · 
2004 · 
2005 · 
2006 · 
2007 · 
2008 · 
2009 · 
2010 · 
2011 · 
2012 · 
2013 · 
2014 · 
2015 ·
2016 ·
2017 ·
2018 ·
2019 ·
2020 ·
2021 ·
2022 ·
2023 ·
2024
Albanië ·
Algerije ·
Andorra ·
Argentinië ·
Armenië ·
Australië ·
Azerbeidzjan ·
België ·
Bolivia ·
Bosnië en Herzegovina ·
Brazilië ·
Canada · 
Chili ·
Cuba ·
Cyprus ·
DDR ·
Denemarken ·
Duitsland ·
Ecuador ·
Egypte ·
Engeland ·
Estland ·
Finland ·
Frankrijk ·
Georgië ·
Gibraltar ·
Griekenland ·
Hongarije ·
Ierland ·
IJsland ·
Indonesië ·
Iran ·
Israël ·
Italië ·
Jamaica ·
Japan ·
Joegoslavië ·
Jordanië ·
Kameroen ·
Kazachstan ·
Koeweit ·
Kosovo ·
Kroatië ·
Letland ·
Libanon ·
Litouwen ·
Luxemburg ·
Malta ·
Marokko ·
Mexico ·
Moldavië ·
Montenegro ·
Nederland ·
Nieuw-Caledonië ·
Nigeria ·
Noord-Ierland ·
Noord-Korea ·
Noord-Macedonië ·
Noorwegen ·
Oekraïne ·
Oman ·
Oostenrijk ·
Paraguay ·
Peru ·
Polen ·
Portugal ·
Qatar ·
Roemenië ·
Rusland ·
San Marino ·
Saoedi-Arabië ·
Schotland ·
Servië ·
Servië en Montenegro ·
Slovenië ·
Slowakije ·
Sovjet-Unie ·
Spanje ·
Tanzania ·
Thailand ·
Tsjechië ·
Tsjecho-Slowakije ·
Tunesië ·
Turkije ·
Uruguay ·
Verenigde Arabische Emiraten ·
Wales ·
Wit-Rusland ·
Zuid-Afrika ·
Zuid-Korea ·
Zweden ·
Zwitserland